# 免渡河农场
免渡河农场，是中国内蒙古自治区呼伦贝尔市牙克石市下辖的一个类似乡级单位。

## 行政区划
免渡河农场共辖以下地区：
第一生产队、第二生产队、第三生产队、第四生产队、第五生产队、第六生产队、第七生产队。